# Ferdinand Helfricht

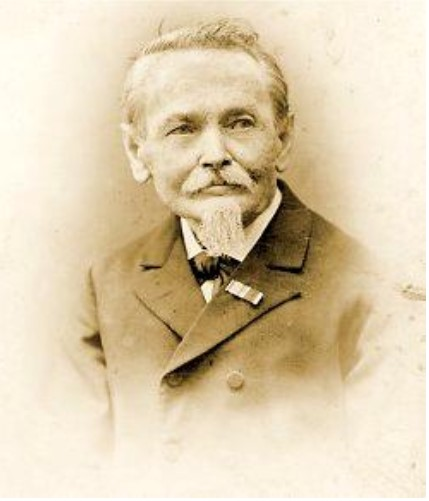
Porträt des Ferdinand Helfricht

Friedrich Ferdinand Helfricht (geboren 8. September 1809 in Zella Sankt Blasii; gestorben 16. Mai 1892 in Gotha) war ein deutscher Medailleur und Stempelschneider.

## Familie
Ferdinand Helfricht war Sohn des Büchsenschäftermeisters Johann Friedrich Helfricht (1781–1847), der wiederum war Sohn des Büchsenschäfters Joh. Henrich Helfricht. Helfrichts Mutter war Marg. Barbara Ernestina (1785–1818), Tochter des in Zella tätigen Graveurs Johann Valentin Moritz und der Marg. Elisabeth Albrecht.
1836 heiratete er Magdalena Klug; aus der Ehe gingen der später in London tätige Stempelschneider Emil Helfricht hervor sowie die Tochter Luise Helfricht (Louise Helfricht; 1836–1916).

## Leben und Werk
Ferdinand Helfricht arbeitete ab 1827 an der herzoglichen Münze zu Gotha. Seine dort von ihm geschnittene Medaille auf den sächsischen Minister Bernhard von Lindenau erregte die Aufmerksamkeit von Herzog Ernst. I., der ihn zwecks weiterer künstlerischer Ausbildung an die Preußische Akademie der Künste in Berlin sandte, wo er als Schüler des Bildhauers Johann Gottfried Schadow lernte. Ebenfalls in Berlin arbeitete Helfricht eine Zeit lang in der Medaillen-Anstalt der Familie um Gottfried Bernhard Loos.

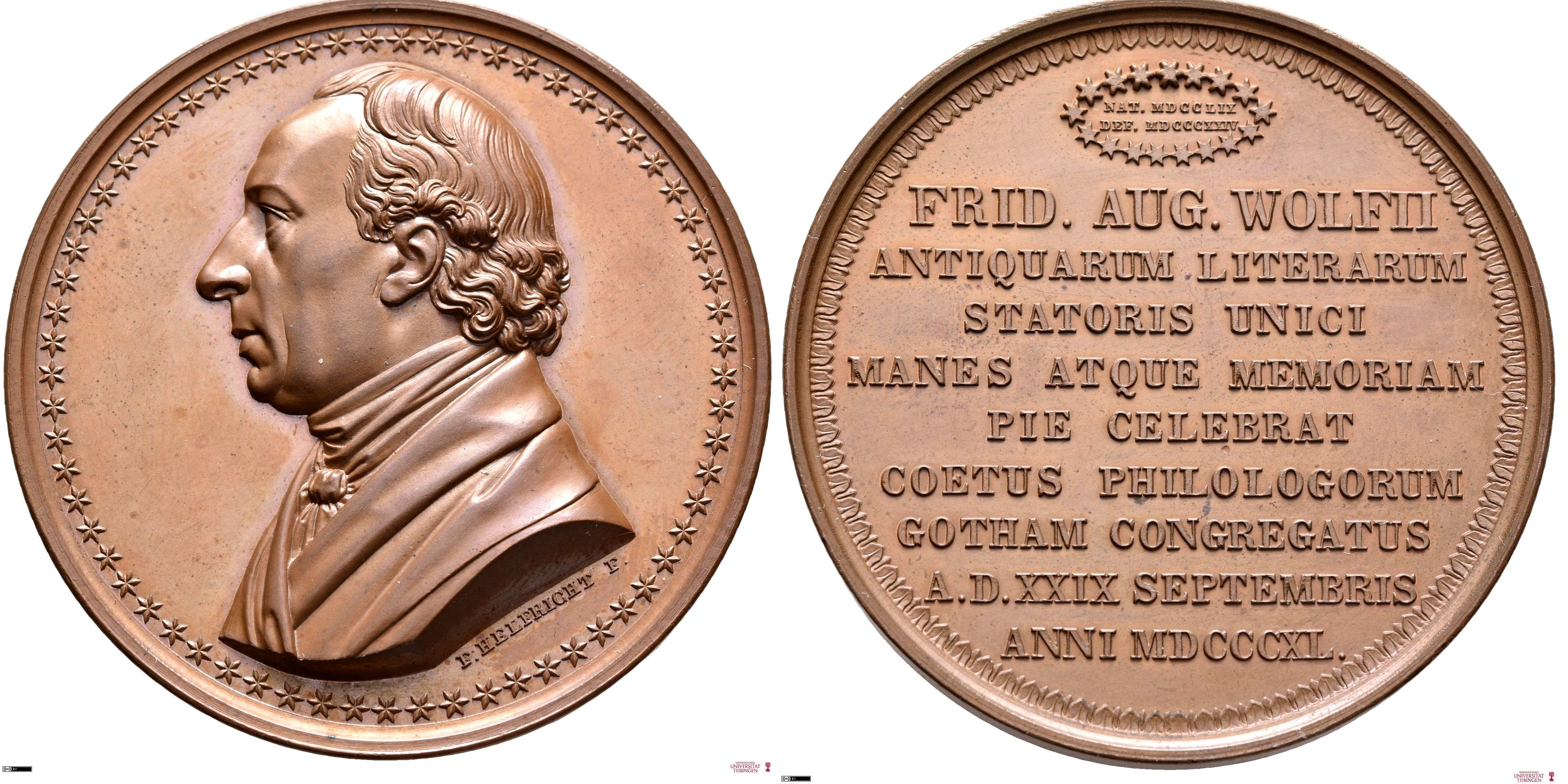
1840: Medaille auf Friedrich August Wolf

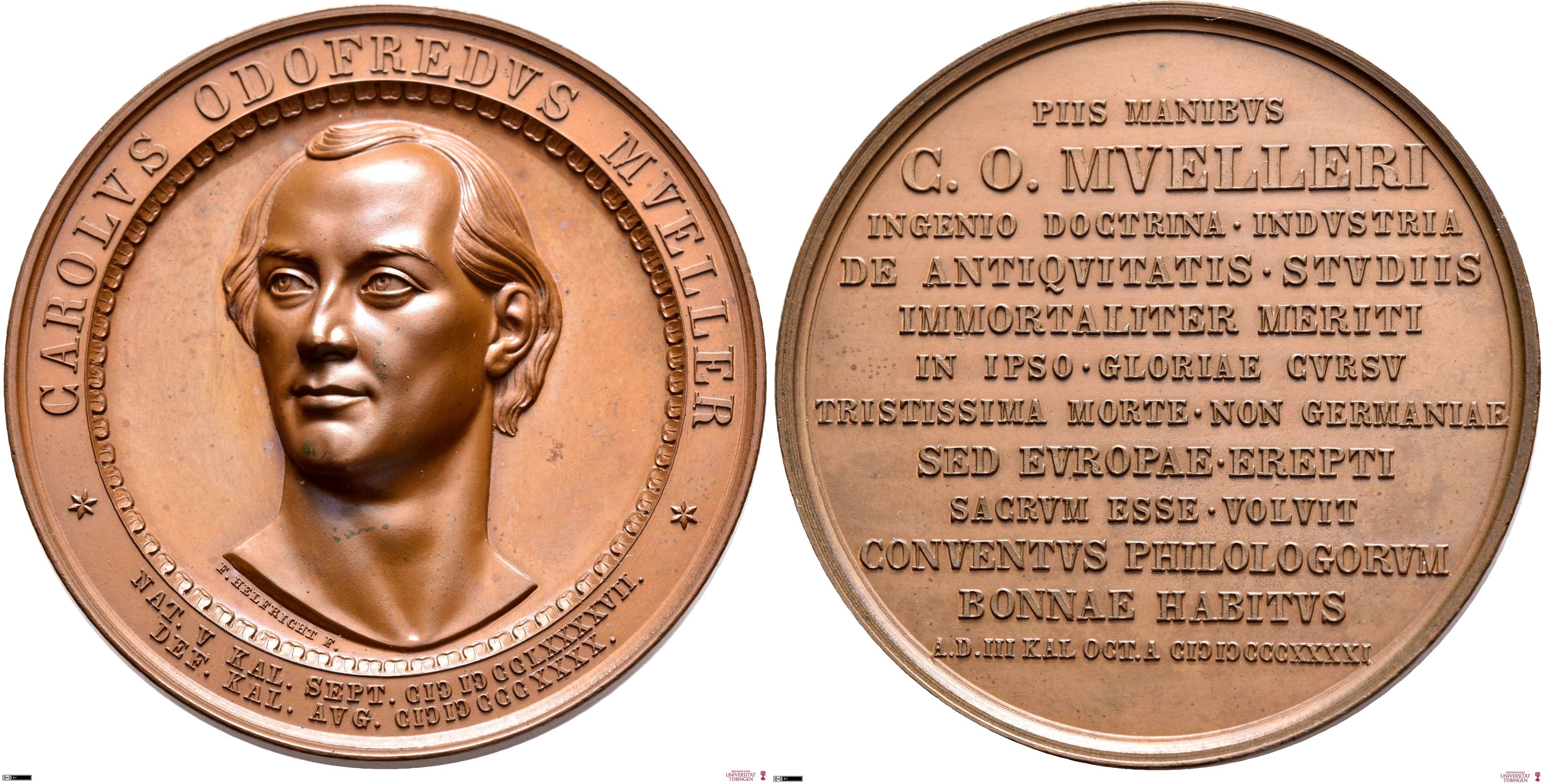
1841: Medaille auf Karl Otfried Müller

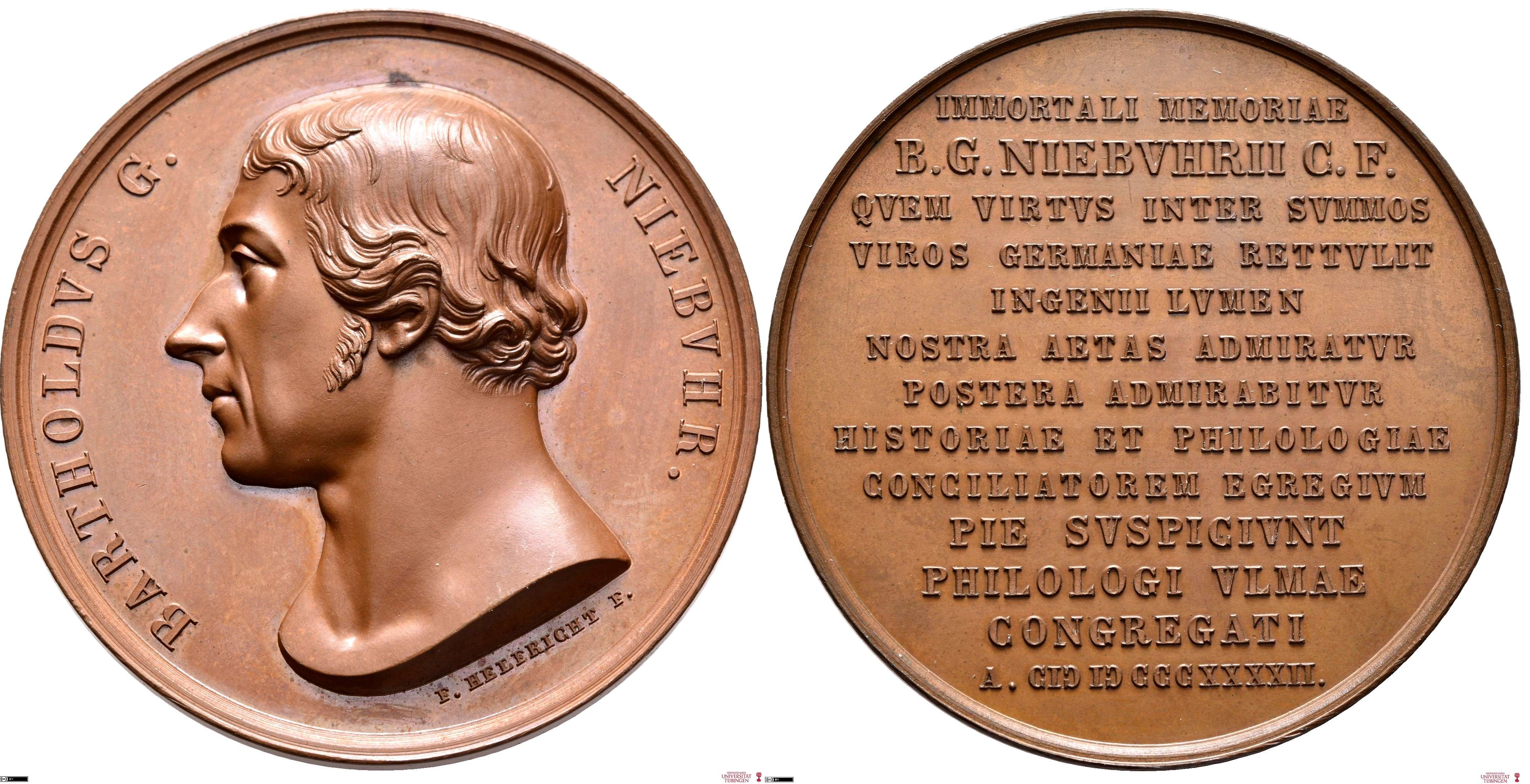
1842: Bronzemedaille auf Barthold Georg Niebuhr

Nach seiner Rückkehr nach Gotha erhielte Helfricht mit dem Titel als „Hofgraveur“ eine feste Anstellung an der herzoglichen Münze. Er besaß eine kleine Werkstätte am Gothaer Schlosspark. Während er seine ersten Arbeiten frei Hand gravierte, nutzte er ab Ende der 1840er Jahre als erster deutscher Stempelschneider eine Reduktionsmaschine. Mit dieser schuf er aus anfangs größeren Modellen verkleinerte Patrizen und Matrizen aus Stahl, die er im Bedarfsfall zur Verfeinerung nachbearbeitete.
In Gotha entwarf Helfricht zahlreiche Stempel für Münzen, Medaillen und Petschafte. Parallel dazu wirkte er zeitweilig auch für die herzoglich Sachsen-Meiningen'sche Münze in Saalfeld. Er schuf den Großteil der Medaillen der vier thüringischen Staaten der ernestinischen Herzogtümer sowie nahezu sämtliche Ehren- und Verdienstmedaillen dieser Länder.
Daneben erhielt der Stempelschneider Aufträge aus verschiedenen Ländern beispielsweise für Jubiläen, Versammlungen und Ausstellungen oder für Logen und Schützenfeste. Zudem ließ der Berliner Medailleur Johann Karl Fischer mehrfach seine Stempel durch Helfricht schneiden. Die in Weimar tätige Medailleurin Angelika Facius lieferte Helfricht mitunter Modelle für dessen Medaillen-Vorderseiten.

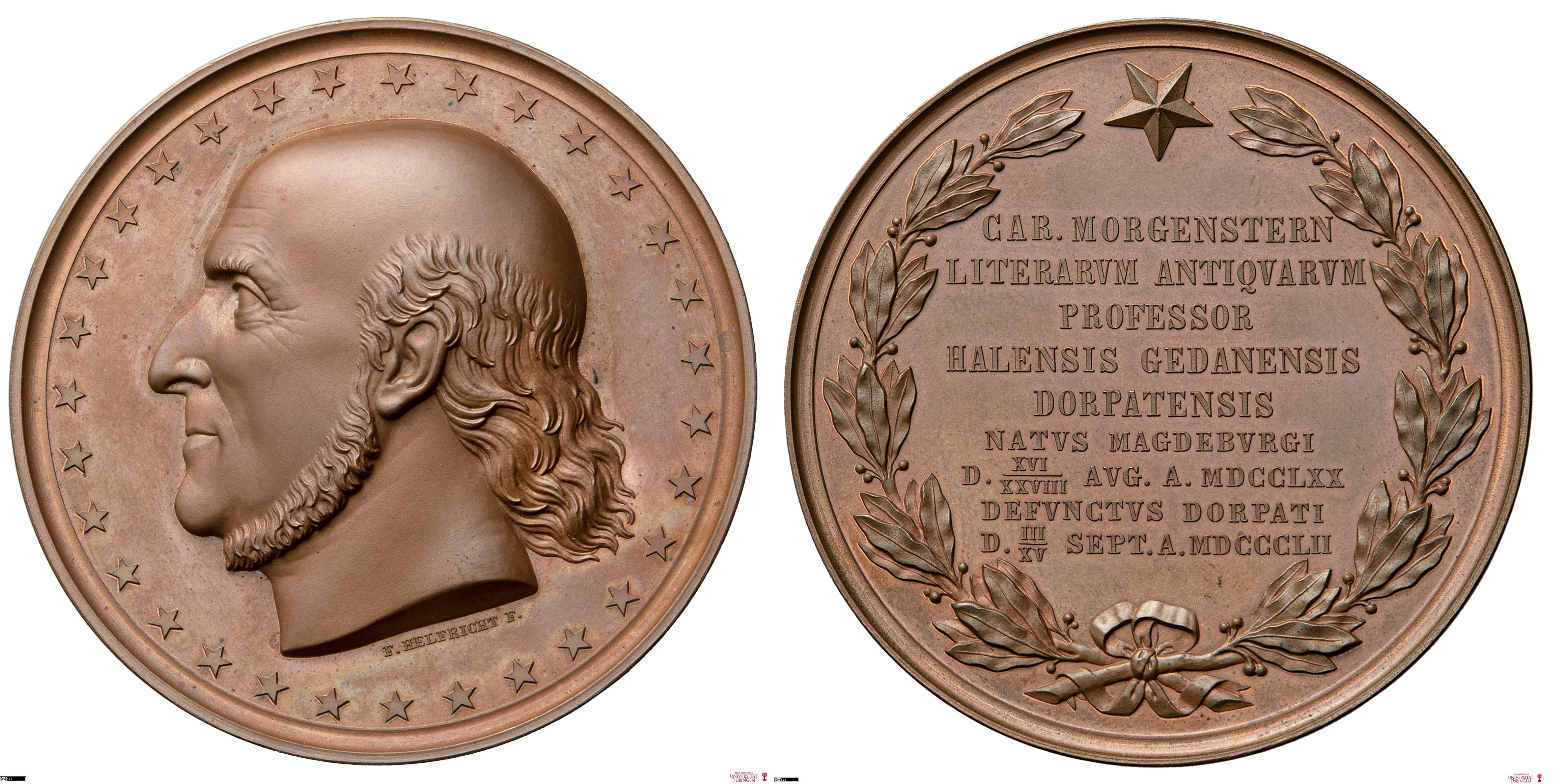
1856: Medaille auf Karl Simon Morgenstern

Helfrichts Stärke lag in der Wiedergabe von Bildnissen in Metall, insbesondere berühmter Philologen, die er aufgrund seiner Studien der Antike sorgfältig und individuell durchbildete, etwa für Friedrich August Wolf oder Friedrich Jacobs. Medaillen-Rückseiten versah er hingegen oftmals lediglich mit Kränzen und Inschriften. Ausnahmen bilden die Ansichtsmedaillen auf die Wartburg von 1867 sowie auf die Veste Coburg von 1879. Als eines seiner bedeutendsten Werke gilt die Medaille anlässlich der Hochzeit von Prinz Albert mit Königin Viktoria von England von 1840.

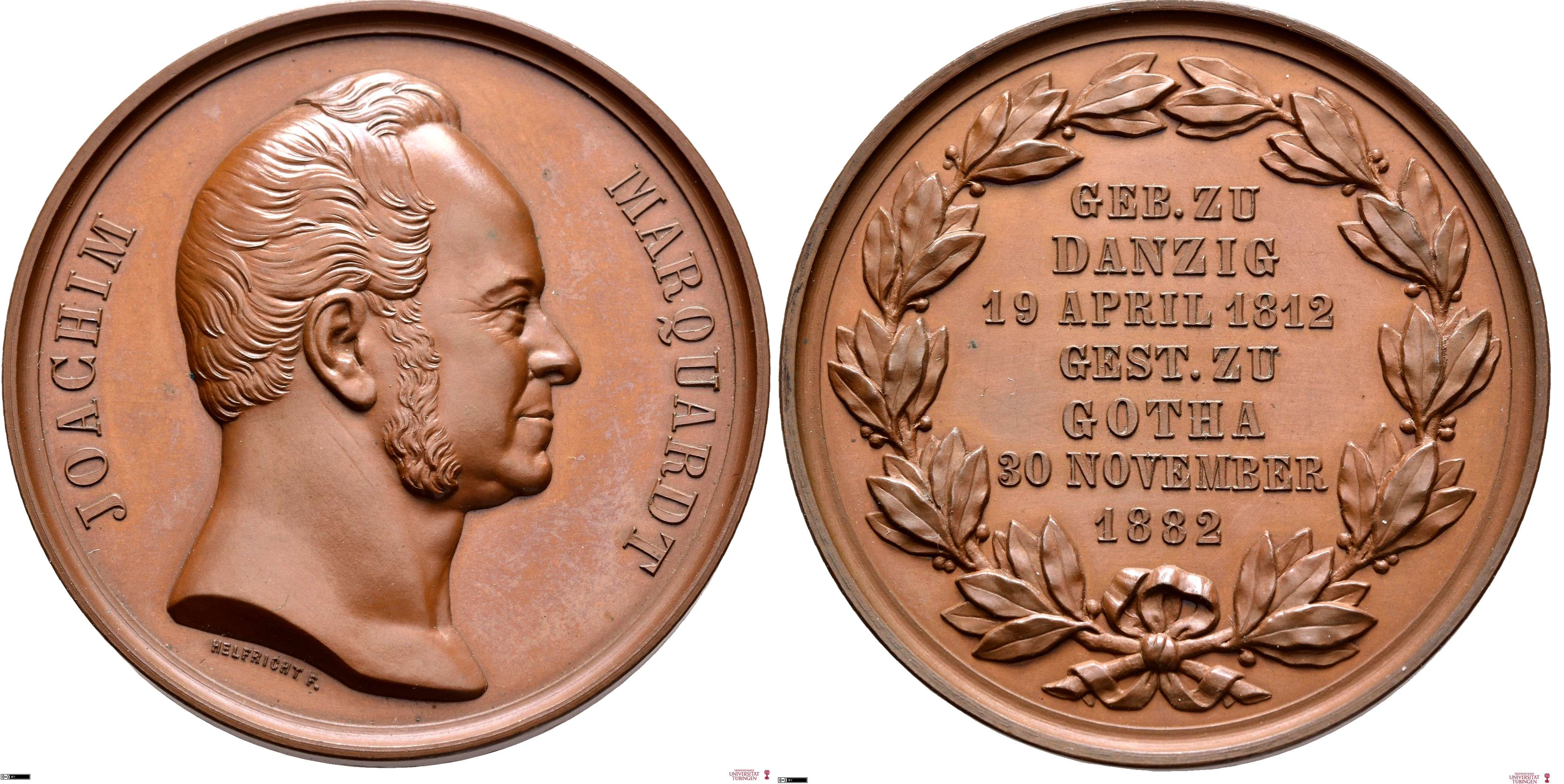
1883: Medaille auf Karl Joachim Marquardt

## Ehrungen
- 1884 wurde Helfricht mit der Verleihung der Sachsen-Coburg-Gotha Medaille für Kunst und Wissenschaft ausgezeichnet.
- 1892 wurde ihm der Ehrentitel als Professor verliehen.[1]

## Weitere Werke und deren Verbleib
Ein nahezu vollständige Sammlung von Helfrichts Arbeiten inklusive Wachsmodellen und Studien gelangte in der Gothaer Münzkabinett
- Anfang des 20. Jahrhunderts befanden sich 170 Medaillen, 4 weitere Stücke und rund 20 verschiedene Münzen Entwürfen Helfrichts im Besitz von Walther Grasser in München.[1]

### Medaillen
- 1832: auf die zweite Vermählung von Herzog Ernst I. mit Prinzessin Marie von Württemberg;[1]
- 1835; Bronzemedaille zur Konfirmation der Prinzen Ernst und Albert von Sachsen-Coburg und Gotha[3]
- 1840:
  - Vermählung von Prinz Albert mit Königin Viktoria von England[3]
  - auf die Vermählung des Erbprinzen Ernst mit Prinzessin Alexandrine von Baden[3]
  - auf die Philologenversammlung in Gotha[3]
- 1841:
  - Porträt des Philologen Carl Otfried Müller[1]
  - zur Philologen-Versammlung in Bonn[3]
- 1842:
  - Bildnis des Althistorikers Barthold Georg Niebuhr,[1] zugleich Medaille auf die Philologen-Versammlung in Ulm[3]
  - Porträt des Philologen, Schriftstellers und Numismatikers Friedrich Jacobs[1]
- 1845: auf den Tod von Herzog Ernst I.[3]
- 1846: auf das 25-jährige Regierungsjubiläum von Herzog Bernhard von Sachsen-Meiningen[1]
- 1847: Bildnis des Großherzoglich sächsischen Landmarschalls Georg Freiherr Riedesel zu Eisenbach[1]
- 1850: auf die Hochzeit von Herzog Georg II. mit Prinzessin Charlotte von Preußen.[1]
- 1854: Preismedaille der Universität Jena[3]
- 1856: auf den Philologen und Bibliothekar Karl Morgenstern[3]
- 1857: auf den 100. Geburtstag von Herzog Carl August[3]
- 1858: zum 300-jährigen Bestehen der Universität Jena[3]
- 1859: auf den 100. Geburtstag von Friedrich Schiller; „Schiller-Medaille“[3] auf die Enthüllung des Schillerdenkmals in Stuttgart[4]
- 1861: auf das „1. deutsche Schützenfest in Gotha“[3]
- 1872: auf die Gefangennahme des dänischen Kapitäns Edwin von Dirckinck-Holmfeld 1848[5]
- 1883: auf den Gymnasiallehrer, Altphilologen und Historiker Joachim Marquardt[3]
- 1887: auf das 50-jährige Regierungsjubiläum von Königin Viktoria von Großbritannien, nach einem Modell von Clemens Emptmeyer[3]
- 1892 schuf Ferdinand Helfricht seine letzte Medaille, entworfen anlässlich der Goldenen Hochzeit des herzoglichen Ehepaares[1] und gewidmet von der Gothaer Freimaurerloge[3]